# Christian Boudet
Christian Boudet (Neuquén, Argentina, 1 de marzo de 1997) es un baloncestista argentino que se desempeña como alero en Junior Basket Curtatone de la Serie C Gold de Italia.

## Trayectoria
Surgido de la cantera de Independiente de Neuquén, fue más tarde reclutado por Boca Juniors, club que le permitió debutar en la Liga Nacional de Básquet en 2014.
En 2016 volvió a Independiente de Neuquén para afrontar el Torneo Federal de Básquetbol. En ese equipo jugó junto a su hermano Gonzalo Boudet.
El alero fue miembro del seleccionado de Neuquén que se consagró campeón del Campeonato Argentino de Básquet 2017.   
Dio el salto a La Liga Argentina en agosto de 2019 de la mano de Tiro Federal de Morteros, pero el campeonato no pudo ser completado a causa del inicio de la pandemia de COVID-19. 
Después de que se especulase con un retorno a Independiente de Neuquén, a principios de 2021 el club Ciclista de Junín anunció la incorporación del jugador a su plantel profesional.

### Clubes
| Club                     | País      | Año             |
| ------------------------ | --------- | --------------- |
| Boca Juniors             | Argentina | 2014 - 2016     |
| Independiente de Neuquén | Argentina | 2016 - 2019     |
| Tiro Federal de Morteros | Argentina | 2019 - 2020     |
| Ciclista de Junín        | Argentina | 2021 - 2022     |
| Junior Basket Curtatone  | Italia    | 2022 - Presente |

## Selección nacional
Boudet integró las selecciones juveniles de baloncesto de Argentina, consagrándose campeón de los Campeonatos Sudamericanos de Baloncesto Sub-15 de 2011 y 2012, y obteniendo la medalla plateada en el Campeonato FIBA Américas Sub-16 de 2013. También fue parte del plantel que disputó el Campeonato Mundial de Baloncesto 3x3 Sub-18 de 2015.